# Filippo De Boni
Filippo De Boni, född den 7 augusti 1816 i Caupo, död den 7 november 1870 i Florens, var en Italiensk skriftställare.
De Boni tillhörde först andliga ståndet, var därpå informator samt därefter journalist i Lausanne, Milano och slutligen i Rom. På förstnämnda plats utgav han den politiska flygskriften Cosi la penso och var ivrigt verksam för Italiens enhet. År 1849 utsågs han till Romerska republikens sändebud i Schweiz, där han efter republikens fall samma år vistades till 1859, då han återvände till Italien. År 1860 blev han medlem av parlamentet, där han tillhörde vänstern.